# Catharina Bååt
Catharina Bååt (Suècia, s. XVII) va ser una genealogista sueca.
És coneguda per haver estat autora d'uns comentaris genealògics corregint moltes de les errades que contenia l'obra de l'historiador Johannes Messenius Theatrum nobilitalis suecance, publicada originalment el 1616, sobretot els escuts d'armes, que va refer amb reproduccions de gran qualitat. Tot i rebre molts elogis per la seva obra, aquesta va restar inèdita i en mans de l'alemany Johann Heinrich Boeckler.
Alguns autors, entre ells l'historiador i genealogista Gustaf Elgenstierna, la identifiquen amb Catharina Sparre, muller del conseller reial suec Lars Eriksson Sparre, que encara vivia el 1685.